# Аллогенез
Аллогенез (др.-греч. ἄλλος — иной, другой и γένεσις — развитие) — эволюционное направление, сопровождающееся приобретением идиоадаптаций, или алломорфозов.
Аллогенез выражается в адаптивных преобразованиях (при смене сред обитания, например, наземной на водную) — алломорфозах, или идиоадаптациях. При аллогенезе одни органы прогрессивно развиваются и дифференцируются, другие — теряют функциональное значение и редуцируются; при этом происходит гармоничное преобразование всех стадий онтогенеза.
Частными примерами аллогенеза являются телогенез (теломорфоз) и гипергенез. В первом случае происходит приспособление к предельно узкому спектру условий существования; при этом значительно сужаются функции эволюционировавшего органа и сокращается возможность его дальнейших эволюционных изменений. Примером такого преобразования может служить ротовой аппарат муравьеда, приспособленный к поеданию лишь одного специфического типа корма. В случае гипергенеза происходит резкое увеличение размеров организма или его отдельных структур, что, как правило, так же ведет в эволюционный тупик. Примером подобных преобразований могут служить гигантские рога некоторых ископаемых оленей, огромные размеры ископаемых носорогов индрикотериев.